# Žižkovo Pole
Žižkovo Pole (Duits: Zischkafeld) is een Tsjechische gemeente in de regio Vysočina, en maakt deel uit van het district Havlíčkův Brod.
Žižkovo Pole telt 343 inwoners (2006).

## Kernen
De gemeente Žižkovo Pole bestaat uit Macourov (Matzerau), Žižkovo Pole (Zischkafeld) en Macourov.
Bačkov ·
Bartoušov ·
Bělá ·
Bezděkov ·
Bojiště ·
Boňkov ·
Borek ·
Břevnice ·
Čachotín ·
Čečkovice ·
Česká Bělá ·
Číhošť ·
Dlouhá Ves ·
Dolní Krupá ·
Dolní Město ·
Dolní Sokolovec ·
Druhanov ·
Golčův Jeníkov ·
Habry ·
Havlíčkova Borová ·
Havlíčkův Brod ·
Herálec ·
Heřmanice ·
Hněvkovice ·
Horní Krupá ·
Horní Paseka ·
Hradec ·
Hurtova Lhota ·
Chotěboř ·
Chrtníč ·
Chřenovice ·
Jedlá ·
Jeřišno ·
Jilem ·
Jitkov ·
Kámen ·
Kamenná Lhota ·
Klokočov ·
Knyk ·
Kochánov ·
Kojetín ·
Kouty ·
Kozlov ·
Kožlí ·
Kraborovice ·
Krásná Hora ·
Krátká Ves ·
Krucemburk ·
Kunemil ·
Květinov ·
Kyjov ·
Kynice ·
Lány ·
Ledeč nad Sázavou ·
Leškovice ·
Leština u Světlé ·
Libice nad Doubravou ·
Lípa ·
Lipnice nad Sázavou ·
Lučice ·
Malčín ·
Maleč ·
Michalovice ·
Modlíkov ·
Nejepín ·
Nová Ves u Chotěboře ·
Nová Ves u Leštiny ·
Nová Ves u Světlé ·
Okrouhlice ·
Okrouhlička ·
Olešenka ·
Olešná ·
Ostrov ·
Oudoleň ·
Ovesná Lhota ·
Pavlov ·
Podmoklany ·
Podmoky ·
Pohled ·
Pohleď ·
Prosíčka ·
Přibyslav ·
Příseka ·
Radostín ·
Rozsochatec ·
Rušinov ·
Rybníček ·
Sázavka ·
Sedletín ·
Skorkov ·
Skryje ·
Skuhrov ·
Slavětín ·
Slavíkov ·
Slavníč ·
Sloupno ·
Služátky ·
Sobíňov ·
Stříbrné Hory ·
Světlá nad Sázavou ·
Šlapanov ·
Štoky ·
Tis ·
Trpišovice ·
Uhelná Příbram ·
Úhořilka ·
Úsobí ·
Vepříkov ·
Veselý Žďár ·
Věž ·
Věžnice ·
Vilémov ·
Vilémovice ·
Víska ·
Vlkanov ·
Vysoká ·
Zvěstovice ·
Ždírec ·
Ždírec nad Doubravou ·
Žižkovo Pole